# Jugoslávia
A Iugoslávia (Português brasileiro) ou Jugoslávia (Português europeu) (lit.  "Terra dos Eslavos do Sul")  foi um país dos Bálcãs e da Europa Central que existiu de 1918 a 1992.
A Iugoslávia passou a existir em 1918 após a Primeira Guerra Mundial, sob o nome de Reino dos Sérvios, Croatas e Eslovenos, a partir da fusão do Reino da Sérvia com o Estado provisório dos Eslovenos, Croatas e Sérvios (que foi formado a partir de territórios da antiga Áustria-Hungria), e constituiu a primeira união dos povos eslavos do sul como um Estado soberano, após séculos de domínio estrangeiro sobre a região sob o Império Otomano e a Áustria-Hungria. Pedro I da Sérvia foi o seu primeiro soberano. O reino ganhou reconhecimento internacional em 13 de julho de 1922 na Conferência dos Embaixadores em Paris. O nome oficial do estado foi alterado para Reino da Iugoslávia em 3 de outubro de 1929.
O Reino foi invadido pelas potências do Eixo em 6 de abril de 1941. Em 1943, uma Iugoslávia Federal Democrática foi proclamada pela resistência comunista iugoslava. Em 1944, o rei Pedro II, então vivendo no exílio, reconheceu-o como o governo legítimo. A monarquia foi posteriormente abolida em novembro de 1945. A Iugoslávia foi renomeada como República Popular Federal da Iugoslávia em 1945, quando um governo comunista foi estabelecido. Adquiriu os territórios da Ístria, Rijeka e Zadar do Reino de Itália. O líder partisan Josip Broz Tito governou o país desde 1944 como primeiro-ministro e mais tarde como presidente até à sua morte em 1980. Em 1963, o país foi renomeado pela última vez como República Socialista Federativa da Iugoslávia (RSFI).
As seis repúblicas constituintes que compunham a RSFI eram as repúblicas socialistas da Bósnia e Herzegovina, Croácia, Macedônia, Montenegro, Sérvia e Eslovênia. A República Socialista da Sérvia continha duas províncias autônomas socialistas, Kosovo e Voivodina, que depois de 1974 eram em grande parte iguais aos outros membros da federação. Após uma crise econômica e política na década de 1980 e o aumento do nacionalismo e dos conflitos étnicos, a Iugoslávia dividiu-se ao longo das fronteiras das suas repúblicas, inicialmente em cinco países, levando à Guerra Civil Iugoslava. De 1993 a 2017, o Tribunal Penal Internacional para a ex-Iugoslávia julgou líderes políticos e militares da ex-Iugoslávia por crimes de guerra, genocídio e outros crimes cometidos durante essas guerras.
Após a dissolução, as repúblicas de Montenegro e Sérvia formaram um estado federativo reduzido, a República Federal da Iugoslávia (RFI) (conhecida de 2003 a 2006 como Sérvia e Montenegro). Este estado aspirava ao estatuto de único sucessor legal da RSFI, mas essas reivindicações foram contestadas pelas outras ex-repúblicas. Eventualmente, aceitou o parecer do Comitê de Arbitragem Badinter sobre sucessão compartilhada e em 2003 seu nome oficial foi alterado para Sérvia e Montenegro. Este estado foi dissolvido quando Montenegro se tornou independente, se separando da sérvia após um referendo em 2006, com o Kosovo a ter uma disputa contínua sobre a sua declaração de independência em 2008.

## Prelúdio
O conceito de Iugoslávia, como um estado comum para todos os povos eslavos do sul, surgiu no final do século XVII e ganhou destaque através do Movimento Ilírio do século XIX. O nome foi criado pela combinação das palavras eslavas jug ("sul") e Slaveni/Sloveni ("eslavos"). Os movimentos em direção à criação formal da Iugoslávia aceleraram após a Declaração de Corfu de 1917 entre o Comitê Iugoslavo e o governo do Reino da Sérvia.

## Reino da Iugoslávia

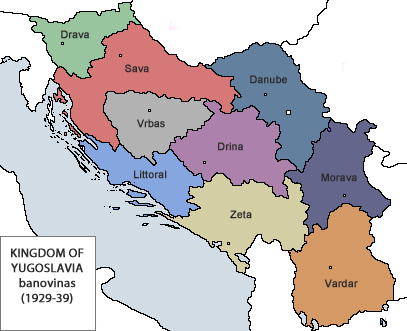
Banovinas da Iugoslávia, 1929–1939. Depois de 1939, as banovinas de Sava e do Litoral foram fundidas na Banovina da Croácia.

O país foi formado em 1918, imediatamente após a Primeira Guerra Mundial, como Reino dos Sérvios, Croatas e Eslovenos, pela união do Estado dos Eslovenos, Croatas e Sérvios e do Reino da Sérvia. Na época era comumente referido como o "Estado de Versalhes". Mais tarde, o governo renomeou o país, levando ao primeiro uso oficial da Iugoslávia em 1929.

### Rei Alexandre
Em 20 de junho de 1928, o deputado sérvio Puniša Račić atirou em cinco membros do oposicionista Partido Camponês Croata na Assembleia Nacional, resultando na morte de dois deputados no local e na do líder Stjepan Radić algumas semanas depois. Em 6 de janeiro de 1929, o rei Alexandre I livrou-se da constituição, proibiu os partidos políticos nacionais, assumiu o poder executivo e renomeou o país como Iugoslávia. Ele esperava conter as tendências separatistas e mitigar as paixões nacionalistas. Ele impôs uma nova constituição e renunciou à ditadura em 1931. No entanto, as políticas de Alexandre encontraram mais tarde oposição de outras potências europeias decorrentes dos acontecimentos na Itália e na Alemanha, onde fascistas e nazistas subiram ao poder, e na União Soviética, onde Josef Stalin se tornou governante absoluto. Nenhum destes três regimes favoreceu a política seguida por Alexandre I. Na verdade, a Itália e a Alemanha queriam rever os tratados internacionais assinados após a Primeira Guerra Mundial, e os soviéticos estavam determinados a recuperar as suas posições na Europa e a prosseguir uma política internacional mais ativa.
Alexandre tentou criar uma Iugoslávia centralizada. Ele decidiu abolir as regiões históricas da Iugoslávia e novas fronteiras internas foram traçadas para as províncias ou banovinas. As banovinas receberam nomes de rios. Muitos políticos foram presos ou mantidos sob vigilância policial. Durante o seu reinado, as ideias comunistas foram banidas.
O rei foi assassinado em Marselha durante uma visita oficial à França em 1934 por Vlado Chernozemski, um atirador experiente da Organização Revolucionária Interna da Macedônia de Ivan Mihailov, com a cooperação da Ustaše, uma organização revolucionária fascista croata. Alexandre foi sucedido por seu filho Pedro II, de onze anos, e por um conselho regencial liderado por seu primo, o príncipe Paulo.

### 1934–1941
O cenário político internacional do final da década de 1930 foi marcado pela crescente intolerância entre as principais figuras, pela atitude agressiva dos regimes totalitários e pela certeza de que a ordem instaurada após a Primeira Guerra Mundial estava a perder os seus redutos e os seus patrocinadores a sua força. Apoiado e pressionado pela Itália Fascista e pela Alemanha Nazista, o líder croata Vladko Maček e o seu partido conseguiram a criação da Banovina da Croácia (Região Autónoma com autogoverno interno significativo) em 1939. O acordo especificava que a Croácia continuaria a fazer parte da Iugoslávia, mas estava a construir às pressas uma identidade política independente nas relações internacionais. Todo o reino seria federalizado, mas a Segunda Guerra Mundial impediu o cumprimento desses planos.
O Príncipe Paulo submeteu-se à pressão fascista e assinou o Pacto Tripartite em Viena em 25 de março de 1941, na esperança de continuar a manter a Iugoslávia fora da guerra. No entanto, isto ocorreu às custas do apoio popular à regência de Paulo. Oficiais militares superiores também se opuseram ao tratado e lançaram um golpe de estado quando o rei regressou em 27 de Março. O general do exército Dušan Simović tomou o poder, prendeu a delegação de Viena, exilou o príncipe Paulo e pôs fim à regência, dando plenos poderes ao rei Pedro, de 17 anos. Hitler decidiu então atacar a Iugoslávia em 6 de abril de 1941, seguido imediatamente por uma invasão da Grécia, onde Mussolini havia sido anteriormente repelido.

## Segunda Guerra Mundial

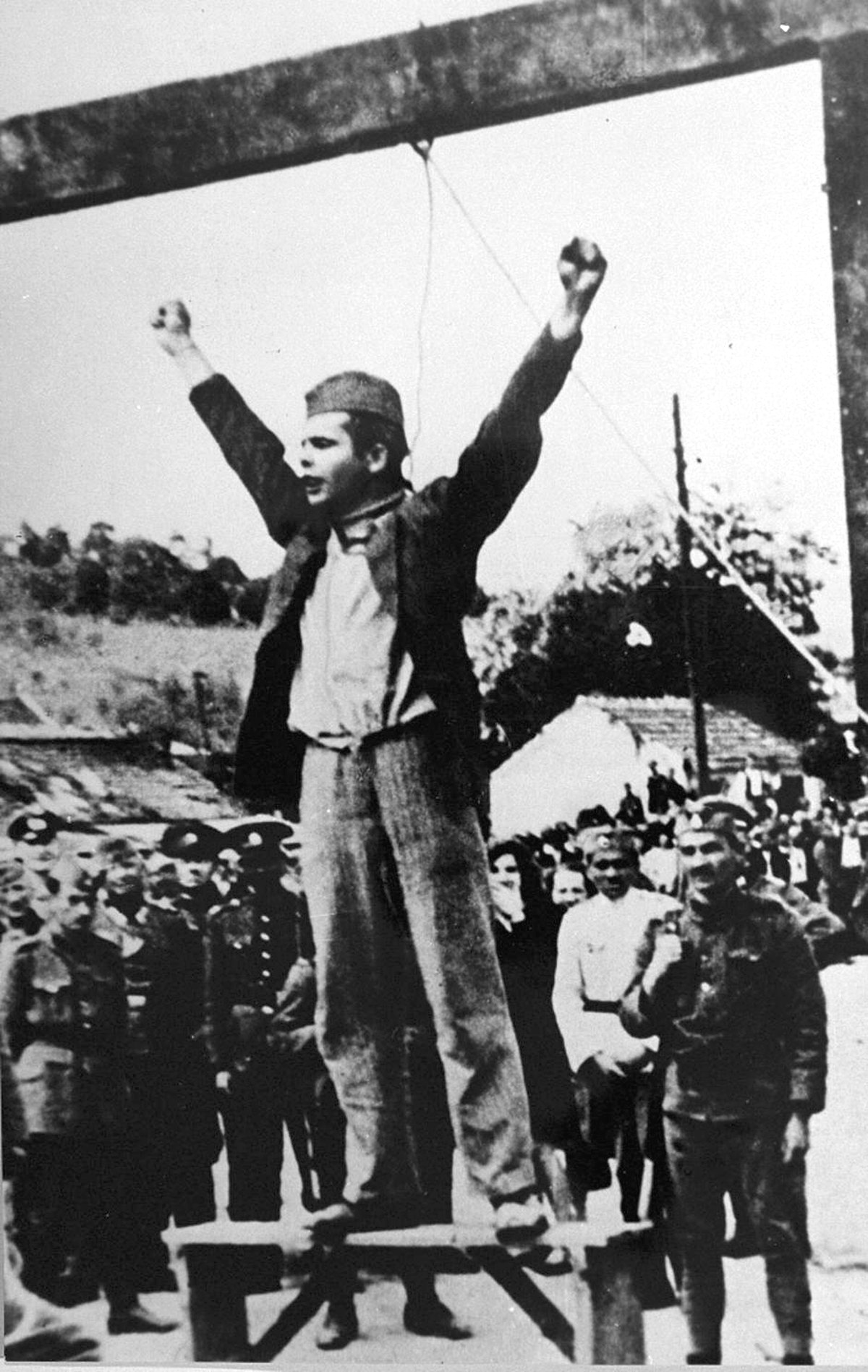
O partisan Stjepan Filipović gritando "Morte ao fascismo, liberdade ao povo!" pouco antes de sua execução (1942)

Às 5:12h da manhã do dia 6 de abril de 1941, as forças alemãs, italianas e húngaras invadiram a Iugoslávia. A Força Aérea Alemã (Luftwaffe) bombardeou Belgrado e outras grandes cidades iugoslavas. Em 17 de Abril, representantes de várias regiões da Iugoslávia assinaram um armistício com a Alemanha em Belgrado, pondo fim a onze dias de resistência contra as forças invasoras alemãs. Mais de 300 000 oficiais e soldados iugoslavos foram feitos prisioneiros.
As Potências do Eixo ocuparam a Iugoslávia e a dividiram. O Estado Independente da Croácia foi estabelecido como um estado satélite nazista, governado pela milícia fascista conhecida como Ustaše, que surgiu em 1929, mas foi relativamente limitada em suas atividades até 1941. As tropas alemãs ocuparam a Bósnia e Herzegovina, bem como parte da Sérvia e da Eslovênia, enquanto outras partes do país foram ocupadas pela Bulgária, Hungria e Itália. De 1941 a 1945, o regime croata Ustaše perseguiu e assassinou cerca de 300 000 sérvios, juntamente com pelo menos 30 000 judeus e ciganos; centenas de milhares de sérvios também foram expulsos e outros 200 000–300 000 foram forçados a converter-se ao catolicismo.
Desde o início, as forças de resistência iugoslavas consistiam em duas facções: os Partisans Iugoslavos liderados pelos comunistas e os monarquistas Chetniks, com os primeiros recebendo o reconhecimento dos Aliados apenas na conferência de Teerã (1943). Os Chetniks, fortemente pró-sérvios, eram liderados por Draža Mihailović, enquanto os partisans de orientação pan-iugoslava eram liderados por Josip Broz Tito.
Os Partisans iniciaram uma campanha de guerrilha que se desenvolveu no maior exército de resistência na Europa Ocidental e Central ocupada. Os Chetniks foram inicialmente apoiados pelo governo real exilado e pelos Aliados, mas logo se concentraram cada vez mais no combate aos Partidários, em vez das forças de ocupação do Eixo. No final da guerra, o movimento Chetnik transformou-se numa milícia nacionalista sérvia colaboracionista, completamente dependente dos suprimentos do Eixo. Os Chetniks também perseguiram e mataram muçulmanos e croatas, com uma estimativa de 50 000–68 000 vítimas (das quais 41 000 eram civis). Os guerrilheiros altamente móveis, no entanto, prosseguiram a sua guerra de guerrilha com grande sucesso. As vitórias mais notáveis contra as forças ocupantes foram as batalhas de Neretva e Sutjeska.
Em 25 de novembro de 1942, o Conselho Antifascista de Libertação Nacional da Iugoslávia foi convocado em Bihać, na atual Bósnia e Herzegovina. O conselho reuniu-se novamente em 29 de novembro de 1943, em Jajce, também na Bósnia e Herzegovina, e estabeleceu as bases para a organização do país no pós-guerra, estabelecendo uma federação (esta data foi celebrada como o Dia da República após a guerra).
Os partisans iugoslavos conseguiram expulsar o Eixo da Sérvia em 1944 e o resto da Iugoslávia em 1945. O Exército Vermelho prestou assistência limitada na libertação de Belgrado e retirou-se após o fim da guerra. Em maio de 1945, os guerrilheiros reuniram-se com as forças aliadas fora das fronteiras da antiga Iugoslávia, depois de também assumirem Trieste e partes das províncias do sul da Áustria, Estíria e Caríntia. No entanto, os partisans retiraram-se de Trieste em junho do mesmo ano sob forte pressão de Stalin, que não queria um confronto com os outros Aliados.
As tentativas ocidentais de reunir os partisans, que negavam a supremacia do antigo governo do Reino da Iugoslávia, e os emigrados leais ao rei levaram ao Acordo Tito-Šubašić em junho de 1944; no entanto, o marechal Josip Broz Tito estava no controle e determinado a liderar um estado comunista independente, começando como primeiro-ministro. Ele teve o apoio de Moscou e Londres e liderou de longe a força partisan mais forte, com 800 000 homens.
A estimativa oficial iugoslava do pós-guerra de vítimas na Iugoslávia durante a Segunda Guerra Mundial é de 1 704 000. A recolha de dados subsequente na década de 1980 pelos historiadores Vladimir Žerjavić e Bogoljub Kočović mostrou que o número real de mortos era de cerca de 1 milhão.

## República Popular Federal da Iugoslávia
Em 11 de novembro de 1945, as eleições foram realizadas com apenas a Frente Popular liderada pelos comunistas aparecendo nas urnas, garantindo todos os 354 assentos. Em 29 de novembro, ainda no exílio, o rei Pedro II foi deposto pela Assembleia Constituinte da Iugoslávia e a República Popular Federal da Iugoslávia foi declarada. No entanto, ele se recusou a abdicar. O marechal Tito estava agora no controle total e todos os elementos da oposição foram eliminados.

Em 31 de janeiro de 1946, a nova constituição da República Popular Federal da Iugoslávia, inspirada na Constituição da União Soviética, estabeleceu seis repúblicas, uma província autônoma e um distrito autônomo que faziam parte da Sérvia. A capital federal era Belgrado. A política centrou-se num governo central forte sob o controlo do Partido Comunista e no reconhecimento das múltiplas nacionalidades. As bandeiras das repúblicas utilizavam versões da bandeira vermelha ou tricolor eslava, com uma estrela vermelha no centro ou no cantão.
| Nome | Capital                     | Bandeira | Brasão de armas | Localização |
| --- | --------------------------- | -------- | --------------- | --- |
| República Socialista da Bósnia e Herzegovina                                                                      | Sarajevo                    |          |                 | RS da Eslovênia RS da Croácia RS da Bósnia e Herzegovina RS de Montenegro RS da Macedônia RS da Sérvia PSA da Vojvodina PSA do Kosovo |
| República Socialista da Croácia                                                                                   | Zagreb                      |          |                 | RS da Eslovênia RS da Croácia RS da Bósnia e Herzegovina RS de Montenegro RS da Macedônia RS da Sérvia PSA da Vojvodina PSA do Kosovo |
| República Socialista da Macedônia                                                                                 | Skopje                      |          |                 | RS da Eslovênia RS da Croácia RS da Bósnia e Herzegovina RS de Montenegro RS da Macedônia RS da Sérvia PSA da Vojvodina PSA do Kosovo |
| República Socialista de Montenegro                                                                                | Titogrado (agora Podgorica) |          |                 | RS da Eslovênia RS da Croácia RS da Bósnia e Herzegovina RS de Montenegro RS da Macedônia RS da Sérvia PSA da Vojvodina PSA do Kosovo |
| República Socialista da Sérvia Província Socialista Autônoma do Kosovo Província Socialista Autônoma da Voivodina | Belgrado Priština Novi Sad  |          |                 | RS da Eslovênia RS da Croácia RS da Bósnia e Herzegovina RS de Montenegro RS da Macedônia RS da Sérvia PSA da Vojvodina PSA do Kosovo |
| República Socialista da Eslovênia                                                                                 | Ljubljana                   |          |                 | RS da Eslovênia RS da Croácia RS da Bósnia e Herzegovina RS de Montenegro RS da Macedônia RS da Sérvia PSA da Vojvodina PSA do Kosovo |

O objetivo regional de Tito era expandir-se para sul e assumir o controlo da Albânia e partes da Grécia. Em 1947, as negociações entre a Iugoslávia e a Bulgária levaram ao acordo de Bled, que propunha formar uma relação estreita entre os dois países comunistas, e permitir que a Iugoslávia iniciasse uma guerra civil na Grécia e usasse a Albânia e a Bulgária como bases. Stalin vetou este acordo e ele nunca foi concretizado. A ruptura entre Belgrado e Moscovo era agora iminente.
A Iugoslávia resolveu a questão nacional das nações e nacionalidades (minorias nacionais) de forma que todas as nações e nacionalidades tivessem os mesmos direitos. No entanto, a maior parte da minoria alemã da Iugoslávia, a maioria dos quais tinha colaborado durante a ocupação e tinha sido recrutada para as forças alemãs, foi expulsa para a Alemanha ou para a Áustria.

### Divisão Iugoslava-Soviética e o Movimento de Não Alinhamento
O país distanciou-se dos soviéticos em 1948 (cf. Cominform e Informbiro) e começou a construir o seu próprio caminho para o socialismo sob a liderança política de Josip Broz Tito. Consequentemente, a constituição foi fortemente alterada para substituir a ênfase no centralismo democrático pela autogestão e descentralização dos trabalhadores. O Partido Comunista foi renomeado para Liga dos Comunistas e adotou o titoísmo no seu congresso do ano anterior. Todos os países comunistas europeus cederam a Stalin e rejeitaram a ajuda do Plano Marshall em 1947. Tito a princípio concordou e rejeitou o plano Marshall. Contudo, em 1948, Tito rompeu decisivamente com Stalin em outras questões, tornando a Iugoslávia um estado comunista independente. A Iugoslávia solicitou ajuda americana. Os líderes americanos estavam divididos internamente, mas finalmente concordaram e começaram a enviar dinheiro em pequena escala em 1949, e numa escala muito maior em 1950–1953. A ajuda americana não fazia parte do plano Marshall.
Tito criticou as nações do Bloco Oriental e da OTAN e, juntamente com a Índia e outros países, iniciou o Movimento do Não Alinhados em 1961, que permaneceu como afiliação oficial do país até à sua dissolução.

## República Socialista Federativa da Iugoslávia

Marechal Josip Broz Tito

Em 7 de abril de 1963, a nação mudou seu nome oficial para República Socialista Federativa da Iugoslávia e Josip Broz Tito foi nomeado presidente vitalício. Na RSFI, cada república e província tinha a sua própria constituição, tribunal supremo, parlamento, presidente e primeiro-ministro. No topo do governo iugoslavo estavam o presidente (Tito), o primeiro-ministro federal e o parlamento federal (uma presidência coletiva foi formada após a morte de Tito em 1980). Também importantes foram os secretários-gerais do Partido Comunista para cada república e província, e o secretário-geral do Comitê Central do Partido Comunista.
Tito era a pessoa mais poderosa do país, seguido pelos primeiros-ministros e presidentes republicanos e provinciais e pelos presidentes do Partido Comunista. Slobodan Penezić Krcun, chefe da polícia secreta de Tito na Sérvia, foi vítima de um incidente de trânsito duvidoso depois de começar a reclamar da política de Tito. O Ministro do Interior, Aleksandar Ranković, perdeu todos os seus títulos e direitos após um grande desentendimento com Tito em relação à política estadual. Alguns ministros influentes no governo, como Edvard Kardelj ou Stane Dolanc, foram mais importantes que o primeiro-ministro.
As primeiras fissuras no sistema fortemente governado surgiram quando estudantes de Belgrado e de várias outras cidades se juntaram aos protestos mundiais de 1968. O presidente Josip Broz Tito interrompeu gradualmente os protestos, cedendo a algumas das exigências dos estudantes e dizendo que "os estudantes têm razão" durante um discurso na televisão. No entanto, nos anos seguintes, ele lidou com os líderes dos protestos, demitindo-os de cargos universitários e do Partido Comunista.
Um sinal mais severo de desobediência foi a chamada Primavera Croata de 1970 e 1971, quando estudantes em Zagreb organizaram manifestações por maiores liberdades civis e maior autonomia croata, seguidas de protestos em massa em toda a Croácia. O regime sufocou o protesto público e encarcerou os líderes, embora muitos dos principais representantes croatas no Partido apoiassem silenciosamente esta causa. Como resultado, uma nova constituição foi ratificada em 1974, que deu mais direitos às repúblicas individuais da Iugoslávia e às províncias da Sérvia.

### Tensões étnicas e crise econômica
Depois que os guerrilheiros iugoslavos assumiram o controle do país no final da Segunda Guerra Mundial, o nacionalismo foi proibido de ser promovido publicamente. No geral, a paz relativa foi mantida sob o governo de Tito, embora tenham ocorrido protestos nacionalistas, mas estes foram geralmente reprimidos e os líderes nacionalistas foram presos e alguns foram executados por funcionários iugoslavos. No entanto, os protestos da Primavera croata na década de 1970 foram apoiados por um grande número de croatas que reclamaram que a Jugoslávia continuava a ser uma hegemonia sérvia e exigiram que os poderes da Sérvia fossem reduzidos.
Tito, cuja república natal era a Croácia, estava preocupado com a estabilidade do país e respondeu de uma forma que apaziguou tanto croatas como sérvios: ordenou a prisão dos manifestantes da Primavera Croata, ao mesmo tempo que cedeu a algumas das suas exigências. Após a Constituição Iugoslava de 1974, a influência da Sérvia no país foi significativamente reduzida, enquanto as suas províncias autônomas da Voivodina e do Kosovo receberam maior autonomia, juntamente com maiores direitos para os albaneses do Kosovo e os húngaros da Voivodina. Ambas as províncias receberam praticamente o mesmo status que as seis repúblicas da Iugoslávia, embora não pudessem se separar. A Voivodina e o Kosovo formavam as províncias da República da Sérvia, mas também faziam parte da federação, o que levou à situação única em que a Sérvia Central não tinha a sua própria assembleia, mas uma assembleia conjunta com as suas províncias nela representadas. O albanês e o húngaro tornaram-se línguas minoritárias reconhecidas nacionalmente, e o servo-croata da Bósnia e Montenegro alterou-se para uma forma baseada na fala da população local e não nos padrões de Zagreb e Belgrado. Na Eslovénia, as minorias reconhecidas eram os húngaros e os italianos.
O facto de estas províncias autónomas terem o mesmo poder de voto que as repúblicas, mas, ao contrário de outras repúblicas, não poderem separar-se legalmente da Iugoslávia, satisfez a Croácia e a Eslovênia, mas na Sérvia e na nova província autónoma do Kosovo, a reacção foi diferente. Os sérvios consideraram a nova constituição como uma concessão aos nacionalistas croatas e de etnia albanesa. Os albaneses étnicos no Kosovo consideraram que a criação de uma província autónoma não era suficiente e exigiram que o Kosovo se tornasse uma república constituinte com o direito de se separar da Iugoslávia. Isto criou tensões dentro da liderança comunista, especialmente entre os funcionários comunistas sérvios que viam a constituição de 1974 como um enfraquecimento da influência da Sérvia e um perigo para a unidade do país, ao permitir às repúblicas o direito de se separarem.
De acordo com estatísticas oficiais, desde a década de 1950 até ao início da década de 1980, a Iugoslávia esteve entre os países com crescimento mais rápido, aproximando-se dos níveis registados na Coreia do Sul e noutros países que passaram por um milagre econômico. O sistema socialista único na Jugoslávia, onde as fábricas eram cooperativas de trabalhadores e a tomada de decisões era menos centralizada do que noutros países socialistas, pode ter levado a um crescimento mais forte. No entanto, mesmo que o valor absoluto das taxas de crescimento não fosse tão elevado como indicado pelas estatísticas oficiais, tanto a União Soviética como a Jugoslávia caracterizaram-se por taxas de crescimento surpreendentemente elevadas tanto do rendimento como da educação durante a década de 1950.
O período de crescimento europeu terminou após o choque do preço do petróleo na década de 1970. Depois disso, eclodiu uma crise econômica na Iugoslávia devido a políticas económicas desastrosas, como o empréstimo de grandes quantidades de capital ocidental para financiar o crescimento através das exportações. Ao mesmo tempo, as economias ocidentais entraram em recessão, diminuindo a procura de importações iugoslavas, criando assim um grande problema de dívida.
Em 1989, 248 empresas foram declaradas falidas ou liquidadas e 89 400 trabalhadores foram despedidos, segundo fontes oficiais. Durante os primeiros nove meses de 1990 e imediatamente após a adopção do programa do FMI, outras 889 empresas com uma força de trabalho combinada de 525 000 trabalhadores sofreram o mesmo destino. Por outras palavras, em menos de dois anos, o "mecanismo de desencadeamento" (nos termos da Lei das Operações Financeiras) levou ao despedimento de mais de 600 000 trabalhadores, de uma força de trabalho industrial total da ordem de 2,7 milhões. Outros 20% da força de trabalho, ou meio milhão de pessoas, não receberam salários durante os primeiros meses de 1990, enquanto as empresas procuravam evitar a falência. As maiores concentrações de empresas falidas e de despedimentos registaram-se na Sérvia, Bósnia e Herzegovina, Macedônia e Kosovo. Os rendimentos reais estavam em queda livre e os programas sociais entraram em colapso; criando na população uma atmosfera de desespero e desesperança social. Este foi um ponto de viragem crítico nos acontecimentos que se seguiram.

## Dissolução

Um mapa animado no qual é mostrado a desintegração da segunda Iugoslávia; as diferentes cores representam as áreas de controle.
----
República Federal Socialista da Iugoslávia (1943-1992)
República Federal da Iugoslávia (1992-2003)
República Croata da Herzeg-Bósnia (1992-1994)
Sérvia e Montenegro (2003-2006)
República Srpska (1992-)
República Sérvia de Krajina (1991-1995)
República da Bósnia e Herzegovina (1992-1998)
Macedônia (1991-)
Eslovênia (1991-)
Croácia (1991-)

Após a morte de Tito, em 4 de maio de 1980, as tensões étnicas cresceram na Iugoslávia. O legado da Constituição de 1974 lançou o sistema de tomada de decisões num estado de paralisia, tanto mais desesperador quanto o conflito de interesses se tornou inconciliável. A maioria albanesa no Kosovo exigiu o estatuto de república nos protestos de 1981 no Kosovo, enquanto as autoridades sérvias suprimiram este sentimento e procederam à redução da autonomia da província.
Em 1986, a Academia Sérvia de Ciências e Artes elaborou um memorando abordando algumas questões candentes relativas à posição dos sérvios como o povo mais numeroso da Jugoslávia. Sendo a maior república jugoslava em território e população, a influência da Sérvia sobre as regiões do Kosovo e da Voivodina foi reduzida pela Constituição de 1974. Como as suas duas províncias autónomas tinham prerrogativas de facto de repúblicas de pleno direito, a Sérvia descobriu que estava de mãos atadas, pois o governo republicano estava restringido na tomada e execução de decisões que se aplicariam às províncias. Como as províncias tinham direito a voto no Conselho da Presidência Federal (um conselho de oito membros composto por representantes das seis repúblicas e das duas províncias autónomas), por vezes até entravam em coligações com outras repúblicas, vencendo assim a Sérvia. A impotência política da Sérvia tornou possível que outros exercessem pressão sobre os 2 milhões de sérvios (20% da população sérvia total) que viviam fora da Sérvia.
Após a morte de Tito, o líder comunista sérvio Slobodan Milošević começou a caminhar em direção ao auge da liderança sérvia. Milošević procurou restaurar a soberania sérvia anterior a 1974. Outras repúblicas, especialmente a Eslovénia e a Croácia, denunciaram a sua proposta como um renascimento de um maior hegemonismo sérvio. Através de uma série de movimentos conhecidos como "revolução antiburocrática", Milošević conseguiu reduzir a autonomia da Voivodina e do Kosovo e Metohija, mas ambas as entidades mantiveram o voto no Conselho da Presidência Jugoslava. O mesmo instrumento que antes reduzia a influência sérvia era agora utilizado para aumentá-la: no Conselho de oito membros, a Sérvia podia agora contar com quatro votos, no mínimo: a própria Sérvia, o então leal Montenegro, Voivodina e Kosovo.
Como resultado destes acontecimentos, os mineiros de etnia albanesa no Kosovo organizaram a greve dos mineiros do Kosovo em 1989, que se transformou num conflito étnico entre os albaneses e os não albaneses na província. Cerca de 80% da população do Kosovo na década de 1980, os albaneses étnicos eram a maioria. Com Milošević a ganhar o controlo do Kosovo em 1989, a residência original mudou drasticamente, deixando apenas um número mínimo de sérvios na região. O número de eslavos no Kosovo (principalmente sérvios) estava a diminuir rapidamente por várias razões, entre elas as crescentes tensões étnicas e a subsequente emigração da área. Em 1999, os eslavos representavam apenas 10% da população total do Kosovo.
Entretanto, a Eslovênia, sob a presidência de Milan Kučan, e a Croácia apoiaram os mineiros albaneses e a sua luta pelo reconhecimento formal. Os ataques iniciais transformaram-se em manifestações generalizadas exigindo uma república Kosovar. Isto irritou a liderança da Sérvia, que passou a usar a força policial. Mais tarde, até o Exército Federal foi enviado por ordem da maioria controlada pela Sérvia no Conselho da Presidência Iugoslava.
Em janeiro de 1990, foi convocado o 14º Congresso extraordinário da Liga dos Comunistas da Iugoslávia. Durante a maior parte do tempo, as delegações eslovena e sérvia discutiram sobre o futuro da Liga dos Comunistas e da Iugoslávia. A delegação sérvia, liderada por Milošević, insistiu numa política de "uma pessoa, um voto", que empoderaria a pluralidade da população, os sérvios. Por sua vez, os eslovenos, apoiados pelos croatas, procuraram reformar a Jugoslávia devolvendo ainda mais poder às repúblicas, mas foram rejeitados. Como resultado, as delegações eslovena e croata deixaram o Congresso e o Partido Comunista Jugoslavo foi dissolvido.
A crise constitucional que inevitavelmente se seguiu resultou num aumento do nacionalismo em todas as repúblicas: a Eslovénia e a Croácia expressaram exigências para laços mais flexíveis dentro da Federação. Após a queda do comunismo na Europa Oriental, cada uma das repúblicas realizou eleições multipartidárias em 1990. A Eslovénia e a Croácia realizaram eleições em Abril, uma vez que os seus partidos comunistas optaram por ceder o poder pacificamente. Outras repúblicas jugoslavas — especialmente a Sérvia — estavam mais ou menos insatisfeitas com a democratização em duas das repúblicas e propuseram sanções diferentes (por exemplo, "imposto aduaneiro" sérvio para produtos eslovenos) contra as duas, mas à medida que o ano avançava, os partidos comunistas de outras repúblicas viram a inevitabilidade do processo de democratização. Em Dezembro, como último membro da federação, a Sérvia realizou eleições parlamentares confirmando o domínio dos antigos comunistas na república.
Questões não resolvidas permaneceram. Em particular, a Eslovénia e a Croácia elegeram governos orientados para uma maior autonomia das repúblicas (sob Milan Kučan e Franjo Tuđman, respectivamente), uma vez que se tornou claro que as tentativas de dominação sérvia e os níveis cada vez mais diferentes de padrões democráticos estavam a tornar-se cada vez mais incompatíveis. A Sérvia e Montenegro elegeram candidatos que defendiam a unidade iugoslava.
A busca croata pela independência levou a que grandes comunidades sérvias na Croácia se rebelassem e tentassem se separar da república croata. Os sérvios na Croácia não aceitariam o estatuto de minoria nacional numa Croácia soberana, uma vez que seriam rebaixados do estatuto de nação constituinte em toda a Iugoslávia.

### Guerras Iugoslavas

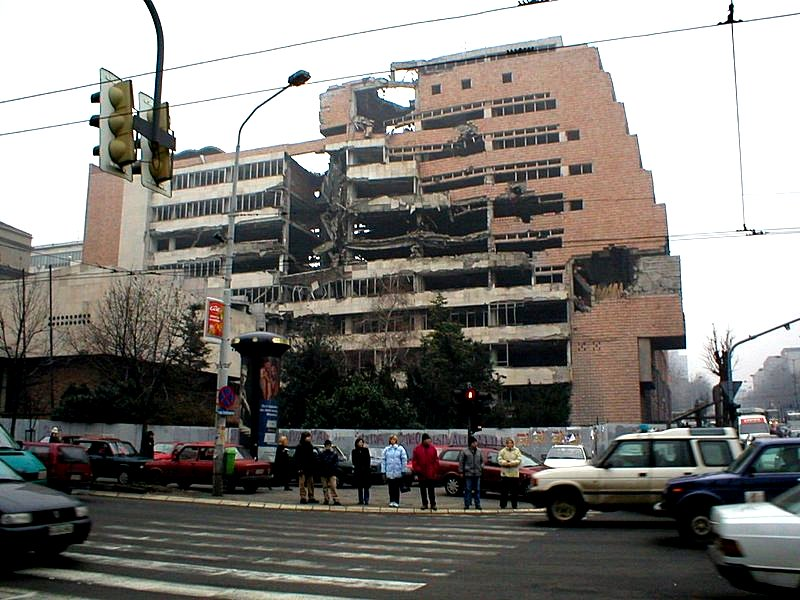
Edifício do Ministério da Defesa da Iugoslávia em Belgrado, destruído durante o bombardeio da OTAN em 1999

A guerra eclodiu quando os novos regimes tentaram substituir as forças civis e militares iugoslavas por forças separatistas. Quando, em Agosto de 1990, a Croácia tentou substituir pela força a polícia na Krajina croata, povoada pelos sérvios, a população primeiro procurou refúgio no quartel do Exército Jugoslavo, enquanto o exército permanecia passivo. Os civis então organizaram a resistência armada. Estes conflitos armados entre as forças armadas croatas ("polícia") e os civis marcam o início da guerra iugoslava que inflamou a região. Da mesma forma, a tentativa de substituir a polícia fronteiriça iugoslava pelas forças policiais eslovenas provocou conflitos armados regionais que terminaram com um número mínimo de vítimas.
Uma tentativa semelhante na Bósnia e Herzegovina levou a uma guerra que durou mais de três anos (ver abaixo). Os resultados de todos estes conflitos foram a emigração quase total dos sérvios das três regiões, a deslocação maciça das populações na Bósnia e Herzegovina e o estabelecimento de três novos estados independentes. A separação da Macedônia foi pacífica, embora o Exército Iugoslavo ocupasse o pico da montanha Straža em solo macedônio.
As revoltas sérvias na Croácia começaram em Agosto de 1990, bloqueando estradas que ligam a costa da Dalmácia ao interior, quase um ano antes de a liderança croata tomar qualquer medida no sentido da independência. Estas revoltas foram apoiadas mais ou menos discretamente pelo exército federal dominado pelos sérvios (JNA). Os sérvios na Croácia proclamaram "áreas autônomas sérvias", que mais tarde foram unidas na República da Sérvia Krajina. O exército federal tentou desarmar as forças de defesa territorial da Eslovénia (as repúblicas tinham as suas forças de defesa locais semelhantes à Guarda Nacional) em 1990, mas não teve sucesso total. Ainda assim, a Eslovénia começou a importar secretamente armas para reabastecer as suas forças armadas.
A Croácia também iniciou a importação ilegal de armas (na sequência do desarmamento das forças armadas das repúblicas pelo exército federal), principalmente da Hungria. Estas atividades estiveram sob vigilância constante e produziram um vídeo de uma reunião secreta entre o ministro da Defesa croata, Martin Špegelj, e dois homens não identificados. O vídeo, filmado pela contraespionagem iugoslava (KOS, Kontra-obavještajna služba), mostrou Špegel anunciando que estavam em guerra com o exército e dando instruções sobre o contrabando de armas, bem como métodos de lidar com os oficiais do Exército Iugoslavo estacionados em cidades croatas. A Sérvia e o JNA usaram esta descoberta do rearmamento croata para fins de propaganda. Armas também foram disparadas de bases militares na Croácia. Em outros lugares, as tensões estavam altas. No mesmo mês, os líderes do Exército reuniram-se com a Presidência da Jugoslávia na tentativa de levá-los a declarar o estado de emergência que permitiria ao exército assumir o controlo do país. O exército era visto como um braço do governo sérvio naquela época, então a consequência temida pelas outras repúblicas era a dominação total da união pelos sérvios. Os representantes da Sérvia, Montenegro, Kosovo e Voivodina votaram a favor da decisão, enquanto todas as outras repúblicas, Croácia, Eslovénia, Macedónia e Bósnia e Herzegovina, votaram contra. O empate atrasou uma escalada de conflitos, mas não por muito tempo.
Após os primeiros resultados das eleições multipartidárias, no Outono de 1990, as repúblicas da Eslovénia e da Croácia propuseram transformar a Iugoslávia numa confederação frouxa de seis repúblicas. Com esta proposta, as repúblicas teriam direito à autodeterminação. No entanto, Milošević rejeitou todas essas propostas, argumentando que, tal como os eslovenos e os croatas, os sérvios (tendo em mente os sérvios croatas) também deveriam ter direito à autodeterminação.
Em 9 de março de 1991, foram realizadas manifestações contra Slobodan Milošević em Belgrado, mas a polícia e os militares foram mobilizados nas ruas para restaurar a ordem, matando duas pessoas. No final de Março de 1991, o incidente dos Lagos Plitvice foi uma das primeiras faíscas de guerra aberta na Croácia. O Exército Popular Iugoslavo (JNA), cujos oficiais superiores eram principalmente de etnia sérvia, mantiveram a impressão de serem neutros, mas com o passar do tempo, tornaram-se cada vez mais envolvidos na política estatal.
Em 25 de Junho de 1991, a Eslovénia e a Croácia tornaram-se as primeiras repúblicas a declarar independência da Jugoslávia. Os funcionários alfandegários federais da Eslovénia, nas fronteiras com a Itália, a Áustria e a Hungria, simplesmente mudaram de uniforme, uma vez que a maioria deles eram eslovenos locais. No dia seguinte (26 de junho), o Conselho Executivo Federal ordenou especificamente ao exército que assumisse o controle das "fronteiras reconhecidas internacionalmente", levando à Guerra dos Dez Dias. Enquanto a Eslovénia e a Croácia lutavam pela independência, as forças sérvias e croatas entregavam-se a uma rivalidade violenta e perigosa.
As forças do Exército Popular Iugoslavo, baseadas em quartéis na Eslovênia e na Croácia, tentaram realizar a tarefa nas 48 horas seguintes. No entanto, devido à desinformação dada aos recrutas do Exército Jugoslavo de que a Federação estava sob ataque de forças estrangeiras e ao facto de a maioria deles não quererem envolver-se numa guerra no terreno onde serviram o seu recrutamento, as forças de defesa territorial eslovenas retomou a maioria dos postos em poucos dias, com perda mínima de vidas em ambos os lados.
Havia, no entanto, evidências de uma suspeita de crime de guerra. A rede de TV austríaca ORF mostrou imagens de três soldados do Exército Iugoslavo se rendendo à força de defesa territorial quando foram ouvidos tiros e as tropas foram vistas caindo. Ninguém morreu no incidente, mas houve numerosos casos de destruição de propriedades civis e de vidas civis pelo Exército Popular Iugoslavo, incluindo casas e uma igreja. Um aeroporto civil, juntamente com um hangar e aeronaves dentro do hangar, foram bombardeados; motoristas de caminhão na estrada de Liubliana para Zagreb e jornalistas austríacos no aeroporto de Liubliana foram mortos.
Um cessar-fogo foi finalmente acordado. De acordo com o Acordo de Brioni, reconhecido pelos representantes de todas as repúblicas, a comunidade internacional pressionou a Eslovénia e a Croácia para imporem uma moratória de três meses à sua independência.
Durante estes três meses, o Exército Iugoslavo completou a sua retirada da Eslovénia, mas na Croácia, uma guerra sangrenta eclodiu no Outono de 1991. Os sérvios étnicos, que criaram a sua própria República Estatal da Krajina Sérvia em regiões fortemente povoadas por sérvios, resistiram às forças policiais da República da Croácia que tentavam trazer aquela região separatista de volta à jurisdição croata. Em alguns locais estratégicos, o Exército Iugoslavo atuou como zona tampão; na maioria dos outros, protegia ou ajudava os sérvios com recursos e até mão de obra no seu confronto com o novo exército croata e a sua força policial.
Em Setembro de 1991, a República da Macedônia também declarou independência, tornando-se a única ex-república a ganhar a soberania sem resistência das autoridades jugoslavas baseadas em Belgrado. 500 soldados norte-americanos foram então destacados sob a bandeira da ONU para monitorizar as fronteiras norte da Macedónia com a República da Sérvia. O primeiro presidente da Macedónia, Kiro Gligorov, manteve boas relações com Belgrado e as outras repúblicas separatistas e até à data não houve problemas entre a polícia fronteiriça macedónia e sérvia, apesar de pequenas zonas do Kosovo e do vale de Preševo completarem a parte norte da região histórica conhecida. como a Macedônia (parte Prohor Pčinjski), que de outra forma criaria uma disputa de fronteira se algum dia o nacionalismo macedônio ressurgisse (ver Organização Revolucionária Interna da Macedônia). Isto apesar do facto de o Exército Iugoslavo se ter recusado a abandonar a sua infra-estrutura militar no topo da montanha Straža até ao ano 2000.
Como resultado do conflito, o Conselho de Segurança das Nações Unidas adoptou por unanimidade a Resolução 721 do Conselho de Segurança das Nações Unidas em 27 de Novembro de 1991, que abriu caminho ao estabelecimento de operações de manutenção da paz na Iugoslávia.
Na Bósnia e Herzegovina, em Novembro de 1991, os sérvios bósnios realizaram um referendo que resultou numa votação esmagadora a favor da formação de uma república sérvia dentro das fronteiras da Bósnia e Herzegovina e da permanência num estado comum com a Sérvia e Montenegro. Em 9 de janeiro de 1992, a autoproclamada assembleia sérvia da Bósnia proclamou uma "República do povo sérvio da Bósnia e Herzegovina" separada. O referendo e a criação de SARs foram proclamados inconstitucionais pelo governo da Bósnia e Herzegovina e declarados ilegais e inválidos. Em Fevereiro-Março de 1992, o governo realizou um referendo nacional sobre a independência da Bósnia da Jugoslávia. Esse referendo foi, por sua vez, declarado contrário à Bósnia e Herzegovina e à Constituição Federal pelo Tribunal Constitucional federal de Belgrado e pelo recém-criado governo sérvio da Bósnia.
O referendo foi amplamente boicotado pelos sérvios da Bósnia. O tribunal federal de Belgrado não decidiu sobre a questão do referendo dos sérvios da Bósnia. A participação situou-se entre 64 e 67% e 98% dos eleitores votaram pela independência. Não ficou claro o que realmente significava o requisito da maioria de dois terços e se foi satisfeito. O governo da república declarou a sua independência em 5 de abril e os sérvios declararam imediatamente a independência da Republika Srpska. A guerra na Bósnia ocorreu logo depois.

### Linha do tempo
Várias datas são consideradas o fim da República Socialista Federativa da Iugoslávia:
- 25 de junho de 1991, quando a Croácia e a Eslovênia declararam independência[78]
- 8 de setembro de 1991: na sequência de um referendo, a República da Macedônia declarou a independência, que foi ratificada pela Assembleia da Macedónia em 17 de setembro[79]
- 8 de outubro de 1991, quando a moratória de 9 de julho sobre a secessão eslovena e croata terminou e a Croácia reafirmou a sua independência no Parlamento croata (esse dia é oficialmente considerado a data da Independência)[80]
- 6 de abril de 1992: reconhecimento total da independência da Bósnia e Herzegovina pela União Europeia, seguido pelos EUA[81]
- 28 de abril de 1992: é formada a República Federal da Iugoslávia
- 14 de dezembro de 1995: o Acordo de Dayton é assinado pelos líderes da RF da Iugoslávia, Bósnia e Herzegovina e Croácia

## Novos Estados

### Sucessão, 1992–2003

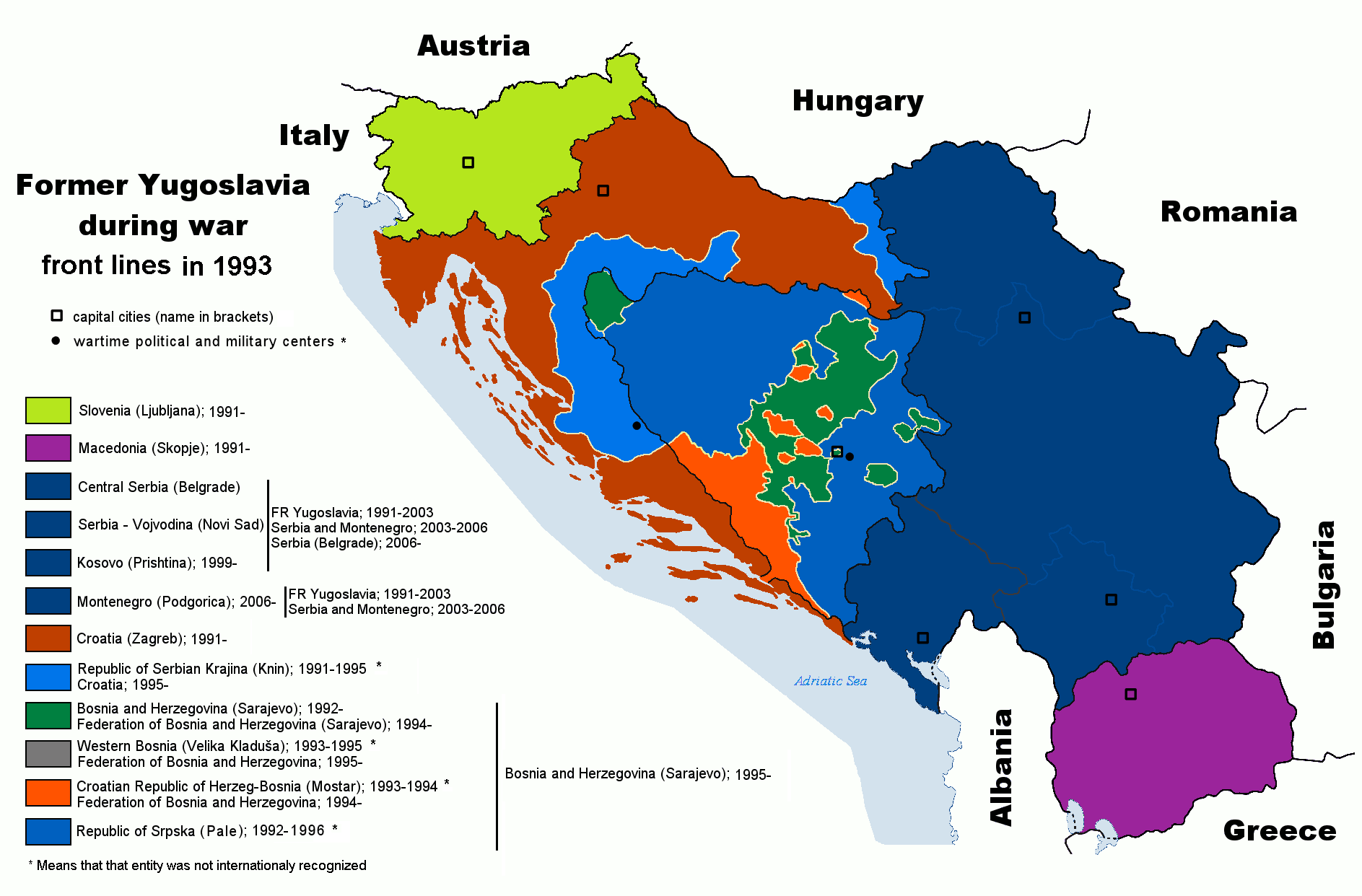
Iugoslávia no momento da sua dissolução, início de 1992

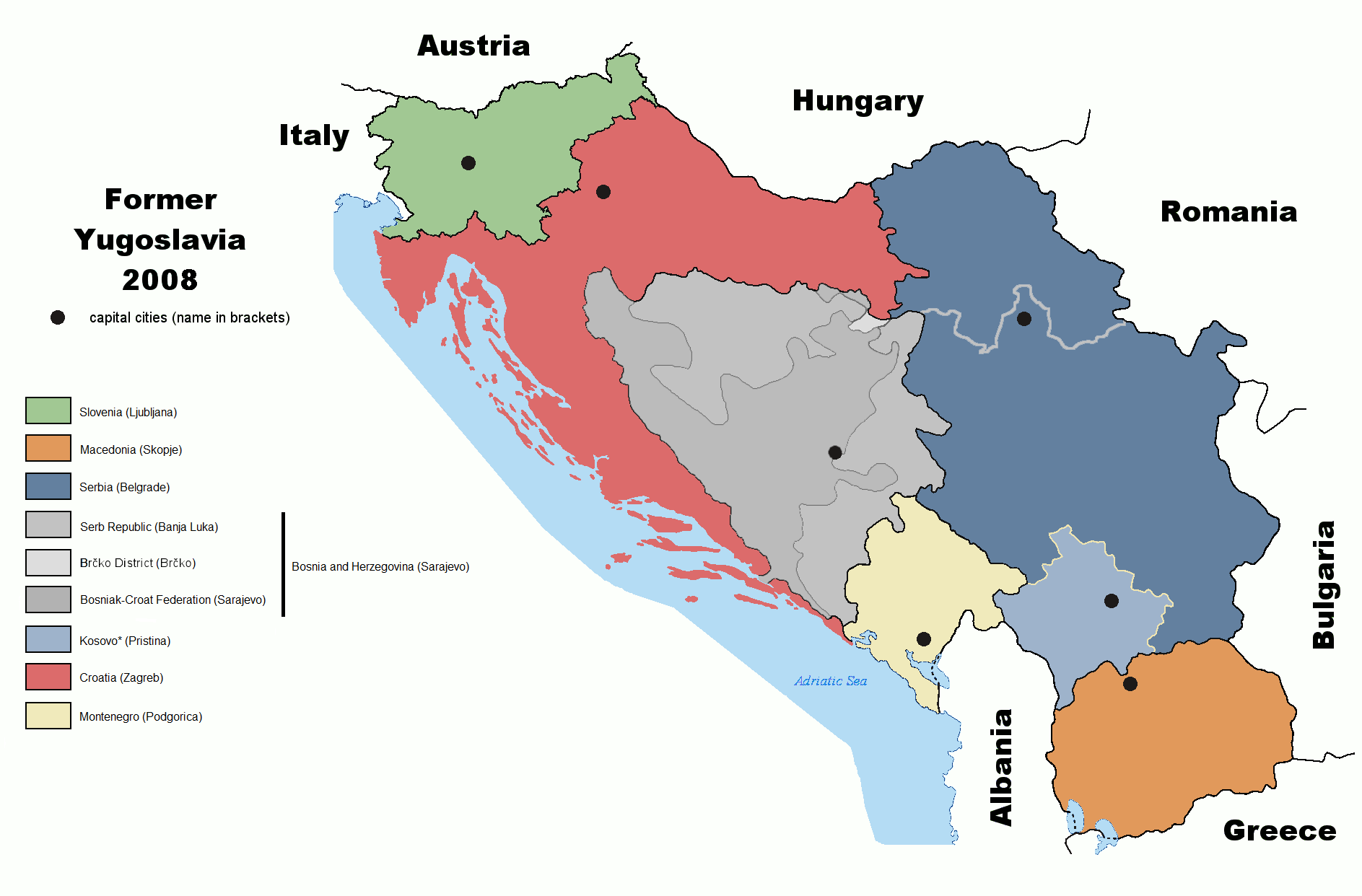
A situação do território da ex-Iugoslávia, 2008

À medida que as Guerras Iugoslavas assolavam a Bósnia e a Croácia, as repúblicas da Sérvia e Montenegro, que permaneceram relativamente intocadas pela guerra, formaram um estado remanescente conhecido como República Federal da Iugoslávia (RFI) em 1992. A República Federal da Iugoslávia aspirava ser a única sucessora legal da República Federal Socialista da Iugoslávia, mas essas reivindicações foram contestadas pelas outras ex-repúblicas. As Nações Unidas também negaram o seu pedido para continuar automaticamente como membro do antigo estado. Em 2000, Milošević foi processado pelas atrocidades cometidas durante o seu governo de dez anos na Sérvia e nas Guerras Iugoslavas. Eventualmente, após a derrubada de Slobodan Milošević do poder como presidente da federação em 2000, o país abandonou essas aspirações, aceitou a opinião do Comitê de Arbitragem Badinter sobre a sucessão partilhada e voltou a candidatar-se e tornou-se membro da ONU em 2 de Novembro de 2000. De 1992 a 2000, alguns países, incluindo os Estados Unidos, referiram-se à RFI como Sérvia e Montenegro, por considerarem ilegítima a sua reivindicação à sucessão da Iugoslávia. Em abril de 2001, os cinco estados sucessores existentes na época redigiram um Acordo sobre Questões de Sucessão da Antiga República Federativa Socialista da Iugoslávia. Marcando uma transição importante na sua história, a República Federal da Iugoslávia foi oficialmente renomeada como Sérvia e Montenegro em 2003.
De acordo com o Acordo de Sucessão assinado em Viena em 29 de junho de 2001, todos os bens da ex-Iugoslávia foram divididos entre cinco estados sucessores:
| Nome                              | Capital   | Bandeira | Brasão | Data da Declaração de independência | Membro das Nações Unidas |
| --------------------------------- | --------- | -------- | ------ | ----------------------------------- | ------------------------ |
| República Federal da Iugoslávia   | Belgrado  |          |        | 27 de abril de 1992                 | 1 de novembro de 2000    |
| República da Bósnia e Herzegovina | Sarajevo  |          |        | 3 de março de 1992                  | 22 de maio de 1992       |
| República da Croácia              | Zagrebe   |          |        | 25 de junho de 1991                 | 22 de maio de 1992       |
| República da Macedônia            | Escópia   |          |        | 8 de setembro de 1991               | 8 de abril de 1993       |
| República da Eslovênia            | Liubliana |          |        | 25 de junho de 1991                 | 22 de maio de 1992       |

### Sucessão, 2006–presente
Em junho de 2006, Montenegro tornou-se uma nação independente após os resultados de um referendo de maio de 2006, tornando assim a Sérvia e Montenegro inexistentes. Após a independência do Montenegro, a Sérvia tornou-se a sucessora legal da Sérvia e do Montenegro, enquanto o Montenegro voltou a candidatar-se à adesão a organizações internacionais. Em Fevereiro de 2008, a República do Kosovo declarou independência da Sérvia, levando a uma disputa contínua sobre se o Kosovo é um estado legalmente reconhecido. A República do Kosovo não é membro das Nações Unidas, mas vários estados, incluindo os Estados Unidos e vários membros da União Europeia, reconheceram a República do Kosovo como um estado soberano.
| Nome                            | Capital    | Bandeira             | Brasão | Data da Declaração de independência |
| ------------------------------- | ---------- | -------------------- | ------ | ----------------------------------- |
| Bósnia e Herzegovina            | Sarajevo   | Bósnia e Herzegovina |        | 3 de março de 1992                  |
| República da Croácia            | Zagreb     |                      |        | 25 de junho de 1991                 |
| República do Kosovo             | Pristina   | Kosovo               |        | 17 de fevereiro de 2008             |
| República de Montenegro         | Podgoritza | Montenegro           |        | 3 de junho de 2006                  |
| República da Macedônia do Norte | Escópia    | Macedónia do Norte   |        | 8 de setembro de 1991               |
| República da Sérvia             | Belgrado   | Sérvia               |        | 5 de junho de 2006                  |
| República da Eslovênia          | Liubliana  |                      |        | 25 de junho de 1991                 |

### Iugonostalgia
A lembrança da época do estado articular e seus atributos positivos é chamada de Iugonostalgia. Muitos aspectos da Iugonostalgia referem-se ao sistema socialista e à sensação de segurança social que ele proporcionava. Ainda existem pessoas da ex-Iugoslávia que se autoidentificam como iugoslavos; esse identificador é comumente visto em dados demográficos relacionados à etnia nos estados independentes de hoje.

## Demografia

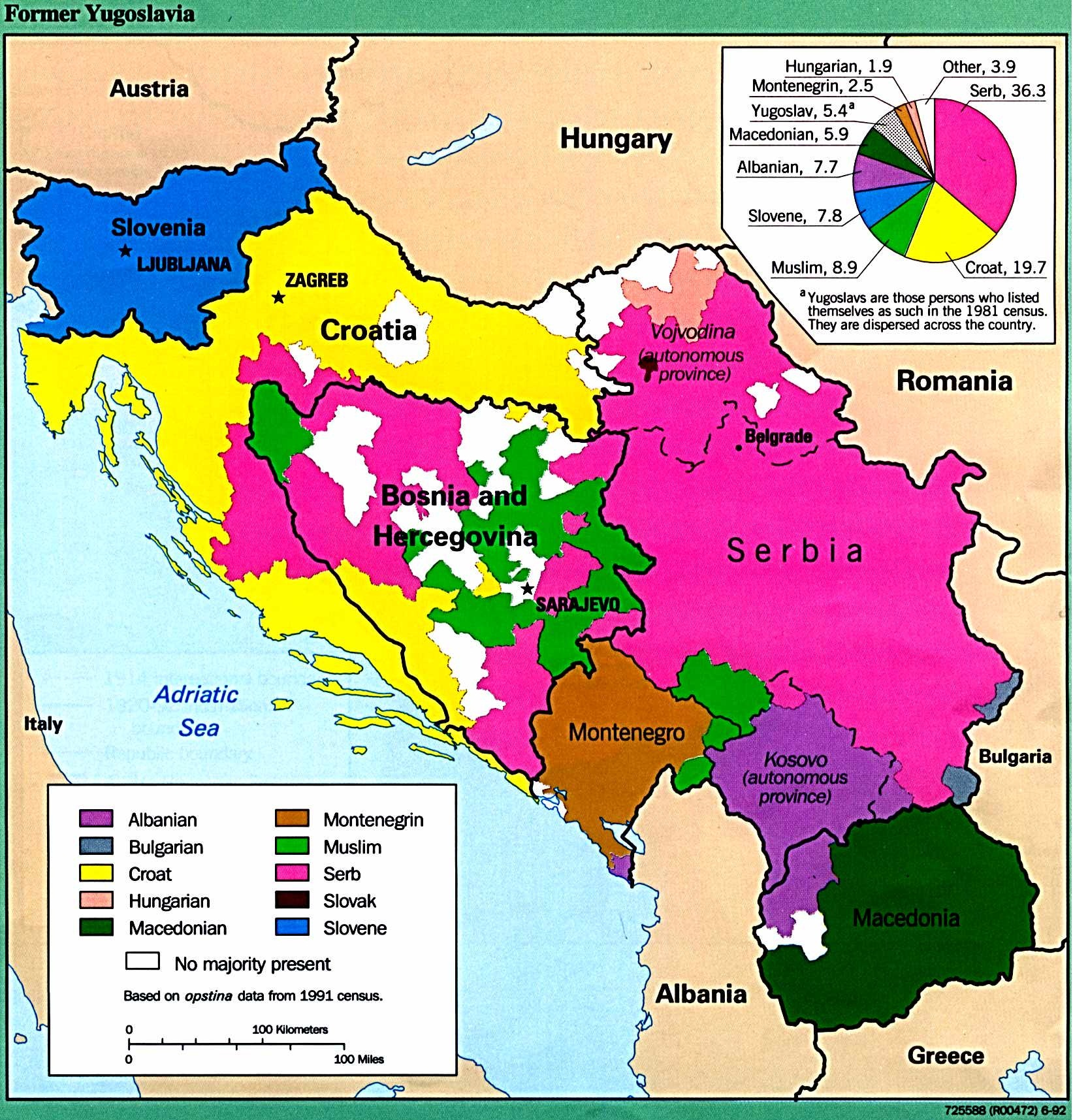
Mapa étnico da Iugoslávia baseado em dados do censo de 1991, publicado pela CIA em 1992

A Iugoslávia sempre foi o lar de uma população muito diversificada, não só em termos de filiação nacional, mas também de filiação religiosa. Das muitas religiões, o Islã, o Catolicismo Romano, o Judaísmo e o Protestantismo, bem como várias religiões Ortodoxas Orientais, compunham as religiões da Iugoslávia, compreendendo mais de 40 no total. A demografia religiosa da Iugoslávia mudou dramaticamente desde a Segunda Guerra Mundial. Um censo realizado em 1921 e mais tarde em 1948 mostra que 99% da população parecia estar profundamente envolvida com a sua religião e práticas. Com os programas governamentais de modernização e urbanização do pós-guerra, a percentagem de crentes religiosos sofreu uma queda dramática. As ligações entre a crença religiosa e a nacionalidade representavam uma séria ameaça às políticas do governo comunista do pós-guerra sobre a unidade nacional e a estrutura do Estado. Embora a Iugoslávia tenha se tornado um estado ateu de facto, em contraste com outros estados socialistas da época, a Igreja Católica manteve um papel ativo na sociedade da Iugoslávia, a Santa Sé normalizou as suas relações com a Iugoslávia em 1967 e trabalhou em conjunto para parar a Guerra do Vietnã. Da mesma forma, a Igreja Ortodoxa Sérvia recebeu tratamento favorável, e a Iugoslávia não se envolveu em campanhas antirreligiosas na extensão de outros países do Bloco Oriental.
Após a ascensão do comunismo, uma pesquisa realizada em 1964 mostrou que pouco mais de 70% da população total da Iugoslávia se considerava crente religioso. Os locais de maior concentração religiosa foram o Kosovo com 91% e a Bósnia e Herzegovina com 83,8%. Os locais de menor concentração religiosa foram a Eslovênia 65,4%, a Sérvia com 63,7% e a Croácia com 63,6%. A percentagem de ateus autodeclarados foi mais elevada entre os Iugoslavos por nacionalidade, com 45%, seguidos pelos Sérvios, com 42%. As diferenças religiosas entre sérvios ortodoxos e macedônios, croatas e eslovenos católicos e bósnios e albaneses muçulmanos, juntamente com a ascensão do nacionalismo, contribuíram para o colapso da Iugoslávia em 1991.
O Reino da Iugoslávia tinha políticas unitárias, suprimiu a autonomia e proclamou que a ideologia oficial era que sérvios, croatas, bósnios, montenegrinos, macedônios e eslovenos eram tribos de uma nação de iugoslavos (ver Iugoslavismo), para forte desacordo e resistência de croatas e outros grupos étnicos; isto foi interpretado como uma servianização gradual da população não sérvia da Iugoslávia. O Partido Comunista da República Socialista Federativa da Iugoslávia, no poder, opôs-se ideologicamente ao unitarismo étnico e à hegemonia real e, em vez disso, promoveu a diversidade étnica e o iugoslavismo social dentro da noção de "fraternidade e unidade", enquanto organizava o país como uma federação.

### Línguas
As três principais línguas da Iugoslávia eram o servo-croata, o esloveno e o macedônio. O servo-croata, a única língua ensinada em toda a ex-Iugoslávia, continuou a ser a segunda língua de muitos eslovenos e macedônios, especialmente aqueles nascidos durante o tempo da Iugoslávia. Após a dissolução da Iugoslávia, o servo-croata perdeu a sua codificação unitária e o seu estatuto unitário oficial e desde então divergiu em quatro variedades padronizadas do que continua a ser uma língua pluricêntrica: bósnio, croata, montenegrino e sérvio.

### Historiografia e memória
- Antolovi, Michael. "Writing History under the 'Dictatorship of the Proletariat': Yugoslav Historiography 1945–1991." Revista de História das Ideias 39 (2021): 49–73. online

- Banac, Ivo. "Yugoslavia."  American Historical Review 97.4 (1992): 1084–1104. online
- Banac, Ivo. "The dissolution of Yugoslav historiography." in Beyond Yugoslavia (Routledge, 2019) pp. 39–65.

- Beloff, Nora (1986). Tito's Flawed Legacy: Yugoslavia and the West Since 1939. [S.l.]: Westview Pr. ISBN 978-0-8133-0322-2 online
- Brunnbauer, Ulf. "Serving the Nation: Historiography in the Republic of Macedonia (FYROM) After Socialism." Historein 4 (2003): 161–182. online

- Carter, April (1989). Marshal Tito: A Bibliography. [S.l.]: Greenwood Press. ISBN 978-0-313-28087-0
- Cicic, Ana. "Yugoslavia Revisited: Contested Histories through Public Memories of President Tito." (2020). online

- Cosovschi, Agustin. "Seeing and Imagining the Land of Tito: Oscar Waiss and the Geography of Socialist Yugoslavia." Balkanologie. Revue d'études pluridisciplinaires 17.1 (2022). online
- Dimić, Ljubodrag. "Historiography on the Cold War in Yugoslavia: from ideology to science." Cold War History 8.2 (2008): 285–297. https://doi.org/10.1080/14682740802018835

- Foster, Samuel. Yugoslavia in the British imagination: Peace, war and peasants before Tito (Bloomsbury Publishing, 2021) online. See also online book review
- Hoepken, Wolfgang. "War, memory, and education in a fragmented society: The case of Yugoslavia." East European Politics and Societies 13.1 (1998): 190–227. online
- Juhász, József. "Paradigms and narratives in the historiography on the disintegration of Yugoslavia." Journal of Contemporary Central and Eastern Europe (2023): 1–12. online
- Karge, Heike. "Mediated remembrance: local practices of remembering the Second World War in Tito's Yugoslavia." European Review of History—Revue européenne d'histoire 16.1 (2009): 49–62.
- Kevo, Tomislav. "The Image of Socialist Yugoslavia in Croatian Historiography." (2013). online

- Lampe, John R: Yugoslavia As History: Twice There Was a Country (1996) ISBN 0-521-46705-5

- Perović, Jeronim.  "The Tito-Stalin split: a reassessment in light of new evidence." Journal of Cold War Studies 9.2 (2007): 32–63. online
- Sindbæk, Tea. "The fall and rise of a national hero: interpretations of Draža Mihailović and the Chetniks in Yugoslavia and Serbia since 1945." Journal of contemporary European studies 17.1 (2009): 47–59. online

- Sindbæk, Tea. "World War II genocides in Yugoslav historiography." (2006). online
- Stallaerts, Robert. "Historiography in the Former and New Yugoslavia." Belgisch Tijdschrift voor Nieuwste Geschiedenis 3 (1999): 4+ online.

- Tromp, Nevanka. "Ongoing Disintegration of Yugoslavia: historiography of the conflict that won’t go away." Leidschrift 36.november: 30 jaar postcommunisme. Op zoek naar een nieuw evenwicht (2021): 31–48.

- Trošt, Tamara P. "The image of Josip Broz Tito in post-Yugoslavia: Between national and local memory." in Ruler Personality Cults from Empires to Nation-States and Beyond (Routledge, 2020) pp. 143–162. online